# Montfrin
Montfrin este o comună în departamentul Gard din sudul Franței. În 2009 avea o populație de 3.048 de locuitori.

## Evoluția populației
| An        | 1975  | 1982  | 1990  | 1999  | 2006  | 2009  |
| --------- | ----- | ----- | ----- | ----- | ----- | ----- |
| Populație | 2.089 | 2.404 | 2.685 | 2.934 | 3.010 | 3.048 |